# Теклін (Люблінське воєводство)
Теклін (пол. Teklin) — село в Польщі, у гміні Кшчонув Люблінського повіту Люблінського воєводства.
Населення — 94 особи (2011).
У 1975-1998 роках село належало до Люблінського воєводства.

## Демографія
Демографічна структура станом на 31 березня 2011 року:
|          | Загалом | Допрацездатний вік | Працездатний вік | Постпрацездатний вік |
| -------- | ------- | ------------------ | ---------------- | -------------------- |
| Чоловіки | 49      | 10                 | 29               | 10                   |
| Жінки    | 45      | 2                  | 22               | 21                   |
| Разом    | 94      | 12                 | 51               | 31                   |